# Vox (zespół muzyczny)
Vox (napis stylizowany – VOX) – polski zespół wokalny założony w 1978 roku, grający szeroko rozumianą muzykę pop. Na repertuar grupy składają się również ballady, pieśni gospel, funk i standardy jazzowe.

## Historia
Historia grupy zaczęła się w 1978, kiedy to Witold Paszt założył męski kwartet wokalny w składzie: Ryszard Rynkowski, Andrzej Kozioł oraz kuzyni Witold Paszt i Jerzy Słota. Jego członkowie występowali wcześniej w amatorskich i półzawodowych zespołach, m.in. Rh−, Victoria Singers i Sektor A. Zanim VOX pojawił się na estradzie, przez kilka miesięcy zespół pracował z choreografem, kostiumologiem, lektorem języka angielskiego i reżyserem, przygotowując debiutancki repertuar. Po raz pierwszy VOX wystąpił przed publicznością w kwietniu 1979 na Międzynarodowej Wiośnie Estradowej w Poznaniu, na której zaprezentował piosenkę „Masz w oczach dwa nieba”. Kwartet uczestniczył w radiowym plebiscycie Studia Gama oraz występował na krajowych i zagranicznych festiwalach piosenki. Wizytówką grupy stał się „Bananowy song”.
Na Festiwalu Interwizji w Sopocie w 1980 zespół otrzymał I Nagrodę Dnia Płytowego i Nagrodę Publiczności za wykonanie piosenki „Bananowy song”. Płyta „Monte Carlo Is Great” sprzedała się w nakładzie ponad 400 tys. egzemplarzy. W tym samym roku zespół zdobył Grand Prix na festiwalu Bratysławska Lira, a w 1982 roku – główną nagrodę w Rostocku.
VOX wygrywał plebiscyty radiowe, telewizyjne i prasowe. Koncertował w NRD, RFN, Holandii, Szwecji, na Kubie, w Czechosłowacji, ZSRR i Bułgarii oraz w USA, Kanadzie i Australii.
W 1987 roku zespół opuścił Ryszard Rynkowski, a dołączył do niego Dariusz Tokarzewski. Od 1996 grupa występowała jako tercet, bez Andrzeja Kozioła, w składzie: Witold Paszt, Dariusz Tokarzewski i Jerzy Słota. W 2013 roku zespół otrzymał nagrodę „Ikona Festiwalu Opole” – Nagrodę Honorową Prezesa Zarządu Telewizji Polskiej S.A., Prezydenta Miasta Opole oraz Dyrektora Muzeum Polskiej Piosenki w Opolu”.
W 2014 roku grupa obchodziła jubileusz 35-lecia pracy na estradzie. Zespół wystąpił podczas koncertu SuperPremiery na LI Krajowym Festiwalu Piosenki Polskiej w Opolu, gdzie wykonał wraz z projektem Legendarne Melodie utwór „Tęczowy most”.
25 września 2019 roku miała miejsce premiera singla „Porwij mnie”, który miał zapowiadać nowe wydawnictwo zespołu. 22 maja 2020 Paszt i Tokarzewski ogłosili, że nowym członkiem zespołu (w miejsce Jerzego Słoty) został Mariusz Matera.
13 stycznia 2022 zmarł Andrzej Kozioł, członek pierwotnego składu zespołu, a 18 lutego 2022 Witold Paszt, jego lider i założyciel. Zespół wstrzymał działalność na kilka miesięcy. 28 maja 2022 Tokarzewski, Matera i Słota zagrali koncert w Mogielnicy pod szyldem After Vox. W czerwcu wystąpili jako Nowy Vox w ramach KFPP w Opolu, gdzie zagrali w hołdzie zmarłemu przyjacielowi. W tym składzie zespół kontynuuje swoją działalność. Na przełomie marca i kwietnia 2023 wyszedł teledysk grupy VOX do utworu „Razem”, ostatniego zarejestrowanego z Witoldem Pasztem. Teledysk powstał po śmierci Witolda Paszta i wzięła w nim udział plejada wykonawców polskiej sceny muzycznej oraz fani zespołu. Piosenka została w tym samym roku wykorzystana również w spocie promocyjnym jesiennej ramówki Telewizji Polskiej (TVP).
Pod koniec 2023 roku Tokarzewski i Matera ogłosili, że zespół wraca do nazwy Vox. W 2024 grupa rozpoczęła obchody 45-lecia swojej działalności. Z tej okazji wypuściła singiel pt. "Dar od losu Ty". W lipcu 2025 premierę miała piosenka pt. "Rób co chcesz", zapowiadająca nowy krążek zespołu.

## Dyskografia

### Albumy studyjne
- Vox (1979)
- Monte Carlo Is Great (1981)
- In The New Mood (1985)[18]
- Sing, sing, sing (1986)
- Singing That Happy Song (1987)[19]
- Vox 2 (1989)[20]
- Cudowna podróż (1996)
- Moda i miłość (1998)

### Albumy kompilacyjne
- Największe przeboje (1993)
- The Best of Vox (1994)
- Bananowy Song (2001)[21]
- Ale Feeling (2004)[22]